# Tim Cook
« Timothy Cook » redirige ici. Pour les autres significations, voir Tim Cook (homonymie).
Timothy Donald Cook, dit Tim Cook, né le 1er novembre 1960 à Mobile (Alabama), est un chef d'entreprise américain, actuel directeur général (CEO) d'Apple. À la suite de la démission de Steve Jobs pour des raisons de santé, le 24 août 2011, il prend la direction du groupe qu'il avait rejoint en mars 1998.
Depuis 2011, date à laquelle il a pris les rênes d'Apple, jusqu'en 2020, Cook a doublé le chiffre d'affaires et le bénéfice de l'entreprise, et la valeur marchande de la société est passée de 348 milliards de dollars à 1 900 milliards de dollars. Cook siège également aux conseils d'administration de Nike, Inc. et de la National Football Foundation ; il est administrateur de l'université Duke, son alma mater. En dehors d'Apple, Cook s'engage dans la philanthropie ; en mars 2015, il a déclaré qu'il prévoyait de faire don de sa fortune à des œuvres de charité. En 2014, Cook est devenu le premier directeur général d'une entreprise du Fortune 500 à faire publiquement son coming-out en tant qu'homosexuel.

## Biographie

### Enfance
Timothy Donald Cook est né à Mobile mais grandit à Robertsdale, dans l'Alabama. Son père est ouvrier de chantier naval et sa mère est femme au foyer. Tim Cook est diplômé d'un baccalauréat universitaire en sciences (BSc) en génie industriel de l'université d'Auburn en 1982, ainsi que d'une maîtrise en administration des affaires (MBA) de la Fuqua School of Business de l'université Duke en 1988.

### Carrière
Ancien salarié d'IBM durant près de 12 ans, puis de Compaq durant six mois en tant que vice-président chargé de la production et de l'approvisionnement, Tim Cook arrive chez Apple en 1998, juste après le retour aux commandes de Steve Jobs. Sa mission principale est alors de remettre de l'ordre dans le système de production, de livraison et de vente de la firme à la pomme. Ce choix peut alors paraître hasardeux car Compaq est à l'époque le premier fabricant mondial de PC, alors qu'Apple n'est qu'une petite entreprise au bord du gouffre.
En 2005, il devient directeur général délégué d'Apple, puis directeur des affaires opérationnelles.
En janvier 2011, le conseil d'administration d'Apple accorde un troisième arrêt maladie, sur demande, à Steve Jobs. Pendant ce temps, Tim Cook est responsable de la plupart des opérations quotidiennes de la compagnie tandis que Steve Jobs prend les décisions majeures. Dès la démission de Steve Jobs, le 24 août 2011, Tim Cook devient alors le nouveau directeur général (CEO) d'Apple, : il fut cette année-là le patron américain le mieux payé, avec une enveloppe de 378 millions de dollars, une rémunération qui fut revue à la baisse puis indexée sur les performances boursières de la société. Entre 2011 et 2016, les ventes et les profits d'Apple doublent et sa capitalisation boursière passe de 341 à 586 milliards de dollars ; cependant, aucune innovation majeure ne marque à ce stade l'ère Tim Cook, à part l'Apple Watch, qui enregistre des résultats mitigés en termes de vente. Le 14 décembre 2016, le PDG d’Apple et les autres élites de la Silicon Valley ont rencontré le président républicain américain Donald Trump pour parler de l'avenir de l'industrie technologique.
Les actions d'Apple perçues lui permettent de devenir milliardaire en 2020.
En 2022, le fonds souverain de Norvège, actionnaire d'Apple, votera contre le package de 99 millions de dollars de Tim Cook, des avantages qui auraient « largement dépassé » ceux d'entreprises comparables. Les votes des actionnaires sur les rémunérations des dirigeants de la société sont consultatifs et n'obligent pas le conseil d'administration à suivre ces mesures.

### Engagements
En 2012, Tim Cook a donné 50 millions de dollars aux hôpitaux de Stanford situés en Californie et financé la construction d'un hôpital pour les nouveau-nés pour 25 millions de dollars.
Le 18 décembre 2014, Tim Cook a fait un don personnel à Human Rights Campaign (groupe de défense des droits des personnes LGBT). La somme n’a pas été précisée mais, sur le blog de l’organisme, est écrit que « le patron d’Apple avait fait un don généreux ».
En mars 2015, il annonce qu'après sa mort, sa fortune (estimée à 2 milliards de dollars par Forbes au début des années 2020) sera intégralement léguée à des œuvres caritatives.
Fin mai 2015, Tim Cook accorde 6,5 millions de dollars à une œuvre de charité, le nom de cette œuvre n’a pas été divulgué par Apple.

### Relations avec le monde politique
Entre 2008 et 2016, Tim Cook fait des contributions politiques équilibrées entre démocrates et républicains (environ 10 400 dollars aux démocrates et 10 800 dollars aux républicains).
Durant l'élection présidentielle de 2016, il soutient Hillary Clinton, notamment par un don de 236 100 dollars au comité de financement Hillary Victory Fund (en), soit la plus importante contribution individuelle parmi les employés d'Apple.
En février 2016, Donald Trump, alors candidat aux primaires républicaines, appelle au boycott d'Apple à la suite du refus de l'entreprise de fournir au FBI une solution technique permettant de déverrouiller l'iPhone d'un des auteurs de l'attentat de San Bernardino. Trump accuse notamment Tim Cook de vouloir « montrer à quel point il est progressiste ». En mars 2016, la presse révèle que Tim Cook et plusieurs patrons de grandes entreprises high-tech se réunissent pour essayer de contrer l'élection de Donald Trump à la présidentielle américaine,.
À la suite de l'élection de Donald Trump, Tim Cook aurait eu un échange téléphonique avec ce dernier durant lequel il l'aurait félicité pour sa victoire, d'après un entretien donné par Trump dans le New York Times. Trump aurait évoqué son souhait de voir Apple relocaliser sa production aux États-Unis, promettant à l'entreprise des réductions d'impôts en retour.
À partir de 2018, Tim Cook multiplie les rencontres avec le président américain. Cette approche aboutit notamment à l'obtention d'une exemption de droits de douane sur les composants chinois en septembre 2019, permettant de maintenir l'assemblage du Mac Pro au Texas. Parallèlement, Cook participe aux initiatives pour l'emploi menées par Ivanka Trump tout en maintenant certaines positions en opposition avec l'administration Trump, notamment en soutenant le programme DACA devant la Cour suprême pour protéger les droits des immigrés arrivés enfants aux États-Unis.
Après l'élection présidentielle de 2024, Tim Cook se rend à Mar-a-Lago, club privé et résidence de Donald Trump situé à Palm Beach en Floride, pour dîner avec ce dernier. En janvier 2025, Tim Cook fait un don personnel d'un million de dollars pour cofinancer la cérémonie d'investiture de Donald Trump à sa réélection à la présidence des États-Unis,.

## Vie privée
En 2009, il indique avoir proposé une partie de son foie (organe capable de régénération) à Steve Jobs qui était sérieusement malade. Ce dernier a strictement refusé pour préserver Tim Cook,,,.
Le 30 octobre 2014, il signe un article dans la revue Bloomberg Businessweek dans lequel il officialise son homosexualité affirmant : « Je suis fier d'être gay et je considère que c'est l'un des plus grands cadeaux que Dieu m'ait fait » et « Si découvrir que le PDG d’Apple est gay peut aider quelqu’un à s’accepter comme il ou elle est, permettre à quelqu’un de se sentir moins seul, ou donner envie aux gens de lutter pour l’égalité, alors ça vaut bien la peine que je sacrifie ma vie privée ».

## Dans la culture populaire
La série télévisée américaine d'anthologie Super Pumped consacre sa première saison, intitulée The Battle for Uber et diffusée en 2022 sur Showtime, à Uber et Travis Kalanick. Tim Cook y est interprété par Hank Azaria.